# フィリックス・ザ・キャット
フィリックス（英語: Felix the Cat、フィリックス・ザ・キャット）は、黒猫をモチーフにしたアメリカの漫画、アニメーションのキャラクター。1919年に生み出された。
日本では、戦前は主に「フェリックス」と呼ばれ、また1960年代前半には雑誌『家庭全科』（国際情報社刊）で「黒猫フェリックス」（ジョー・オリオ作）の題で連載されていたが、一般に日本語読みはフィリックスである。

## 歴史

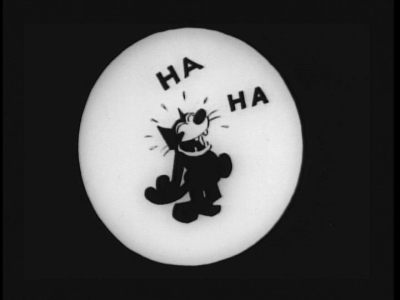
笑うフィリックス（オットー・メスマー原画による初期のもの）

名前の由来は「フェリシアス」（ラテン語由来、幸運の意味）と「フェーリス」（同、猫の意味）より。漫画家でアニメーターであるオットー・メスマーが創作し、1919年に、オーストラリア出身で渡米後に映画プロデューサーになったパット・サリバンにより『Feline Follies』というタイトルでアニメーション化され劇場に登場した。数分程度の短い白黒サイレントアニメーションであり、初期のものは、体型は普通の猫に近く、フィリックスという名前もなかった。しかしすぐに大きな目、2本脚で歩く特徴的なキャラクターとなり、フィリックスの名が付けられ子供から大人まで広く人気を呼び、続編が多数（約150本）製作された。大リーグ球団ニューヨーク・ヤンキースの公式キャラクターとなったりVFA-31（アメリカ海軍航空隊）のマークに用いられた。アメリカ国外でも知られ、日本の漫画家田河水泡は、『のらくろ』のキャラクター創造のヒントがフィリックスであった旨を晩年のラジオ番組で明らかにしている。

フィリックスを部隊マーキング等に用いるVFA-31（アメリカ海軍航空隊）のロゴ

しかしサリバンの死によってフィリックスの版権は混乱、贋作アニメや無許可商品が粗製乱造された。またトーキーをいち早く導入したマックス・フライシャーのソング・カー・テューンズや、ウォルト・ディズニーのミッキーマウスの登場にもかかわらずサイレント作品に固執したことも一因となり、フィリックスの人気は凋落。わずかにメスマーが新聞に細々と連載を続けるのみとなった。
フィリックスの人気がよみがえるのは第二次世界大戦後である。メスマーの助手を務めていたジョー・オリオロの手によるリブート作品にて、ほっそりした体型と2本の長い脚ですっくと立つ、現在広く知られるスタイルに生まれ変わった。同時に脇役も多種多様な顔ぶれがそろった。アメリカでの人気も高いが、世界各国でも、この新しいフィリックスが広く知られるようになった。これは、1958年にカラーでテレビアニメ化されて各国で放送されたことにもよる。日本でも、白黒放送ではあるが1960年にNHKテレビで、1963年にはフジテレビで放送され人気を呼んだほか、雑誌『家庭全科』にジョー・オリオロ筆の4コマ（時には3コマ）漫画が掲載され、当作のキャラクターを起用したガム「フィリックスフーセンガム」が発売された。その後も人気は衰えず、日本でも1980年代には女性雑誌やテレビコマーシャルのキャラクターなどに採用されて、21世紀に入っても親しまれている。
2014年にはドリームワークス・アニメーションがキャラクターの全版権を取得し、ジョーの息子であるドン・オリオロと共にフィリックスのグッズ展開などのプロデュースをしていくと表明した。

## 新しいフィリックス
ジョー・オリオロはオットー・メスマーの創作したフィリックスの容姿を変えたが、それだけではなく、特にテレビ版においては多彩な脇役を配し、魔法の黄色いかばん（トリック・バッグ、Magic Bag または Bag of Tricks）を持たせて活躍させるなど、新たな世界を開拓した。黄色いかばんはフィリックスの思いのまま、どんな物にでもなって用を弁ずる万能の小道具であり、『ドラえもん』の四次元ポケットとの共通点が多く、漫画評論家の米澤嘉博も『ドラえもん』の発想の原型のひとつとして、フィリックスを上げている。またフィリックスは正義感が強く、銀行強盗や破壊行為などの悪事を企てたり、黄色いかばんを奪おうとするプロフェッサーとロック・ボトムのコンビを相手に、一時は負けそうになりながら最後にはフィリックスが勝利を収める勧善懲悪的な話が主であるが、それだけでなく、ポインデクスターとの絡みやマスターシリンダーとの丁々発止、あるいはフィリックスの日常生活を題材にした話もあり、多様な展開を見せる。4コマ漫画版では黄色いかばんや悪役は登場せず、もっぱらメスの白猫キティとフィリックスのやり取りが中心になっていた。一人称は作品や声優によって異なっており、「僕」もしくは「俺」が主である。この作品に対し、メスマーは、「大体はうまくできていたよ。でもフィリックスが主役じゃない。彼は単なる背景になってしまった。あれは私のフィリックスではない。」と語っている。
1997年（平成9年）から衛星アニメ劇場で放送されたアニメ版『フィリックス』はサイケデリック色が強い。フィリックスの他にも、ロスコ、キャンディ、シェバなどのキャラクターが存在する。
1990年代に創美出版からVHSが、2001年にイーストウエストジャパンからDVDが発売された。

### 登場キャラクター
（参考：）
フィリックス・ザ・キャット（フィリックス）
声 - 三井淳子→菅谷政子（NHK版）、日髙のり子（VHS、ダイハツのCM）、矢薙直樹（DVD）、堀絢子（劇場版）、中尾隆聖（1997年版）、浅野まゆみ（OVA）、悠木碧（CS版）、榎本温子(CR)
原作表記はFelix the Cat。正義感が強く、怖いもの知らずで冒険好きで独特な笑い方が特徴。エピソード毎に探偵、保安官（アメリカの西部時代を描いたエピソード）、花屋、銀行員、トレジャーハンター、さらにはプロフェッサーの甥であるポインデクスターのベビーシッターなど様々な仕事をしている。宝物であるトリック・バッグ（魔法の黄色いかばん）はフィリックスの思い通りに潜水艦や飛行機などに変化する上、フィリックスにしか使いこなすことができない。一人称は基本「僕」だが作品によっては「俺」を使うこともある。
プロフェッサー（教授）
声 - 永井一郎(VHS)、北村弘一（DVD）、大木民夫（劇場版）、高木渉（OVA）
原作表記はProfessor。頭頂部が禿げた白髪白髯で小柄な老人。名前どおり科学者で、いろいろな武器や道具を発明して悪事を働き、またフィリックスのトリック・バッグ（魔法の黄色いかばん）を奪い取ろうとする。得意の変装でフィリックスを騙すこともある。ポインデクスターのおじでもある。基本的にフィリックスとは仲が悪いが、自分の研究室でポインデクスターにイタズラされることを恐れ、ベビーシッターとして彼を雇うこともある。
ポインデクスター（豆博士）
声 - 小幡昭子（NHK版）、かないみか（VHS）、山門久美（DVD）、千葉繁（劇場版）、水田わさび（OVA）、早見沙織（CS版）
原作表記はPoindexter。子供ながらにIQ222の天才科学者で、プロフェッサーの甥っ子。フィリックスと仲がよい。善人ではあるが研究熱心なあまり、結果的に悪人に手を貸すこともある。登場回数は多くない。シリーズによってはプロフェッサーとともにフィリックスのトリック・バッグ（魔法の黄色いかばん）を奪うのを手伝うこともある。
ロック・ボトム（ロック）
声 - 大宮悌二（NHK版）、大塚明夫（VHS）、鈴木正和 (DVD)、松井範雄（OVA）
原作表記はRock Bottom。ブルドッグのような犬を擬人化した巨漢の悪人（本人曰く犬に似た人間）。プロフェッサーの手下になって悪いことをする。フィリックスの家の隣に住んでいるエピソードも存在する。
ヴァヴーム
「爆弾小僧」や「爆弾くん」とされることもある。原作表記はVavoom。フード付きの服を着た年齢不詳のエスキモー（イヌイット）男性。小柄で「ヴァヴーム!」と大声を上げるのみだが、その声は巨岩やコンクリート壁を吹き飛ばす程の威力がある。ダイヤモンドを食べても平気な胃袋の持ち主。
マスター・シリンダー（テレビ人間）
声 - 相模太郎（NHK版）、飯塚昭三（VHS）、楠見尚己（DVD）
原作表記はMaster Cylinder。太い金属製筒型の胴体に機械の腕が付き、顔はテレビ画面になっており、そこに目鼻口があり、言葉を発する。月に我が家を構え、火星から地球侵略を企てており、ポインデクスターに新発明品を作らせるために誘拐することもある。かつてはプロフェッサーの手下であったが、今では誰もマスター・シリンダーを制御することができない。
クラング将軍（タコ将軍）
声 - 仲木隆司 (VHS)、清水敏孝 (DVD)
タコを擬人化したキャラクター。マスター・シリンダーの部下として地球侵略の手伝いをしている。しかし、ポインデクスターを逃したことにより下級兵士に格下げされてしまう。その時の恨みか、マスターシリンダーを裏切り、単独で地球征服を決行しようとしたこともある。
マーティン
火星人。フィリックスやポインデクスターの仲間で、「四次元宇宙カプセル」を使い宇宙空間をワープすることができる。
ブラーニ
妖精レプリカーンの王様。レプリカーンの国の財宝をプロフェッサーたちに狙われるため、フィリックスに助けを求めることがある。
キティー・キャット（キティー）
公式サイトの英語表記はKitty Kat。短編映画時代のフィリックスのガールフレンド。以後のアニメにはしばらくの間登場しなかったものの、現在は公式キャラクターの1人に加えられて『ベイビーフィリックス』などに登場している。社交的な性格で友人思い。
インキーとウィンキー
フィリックスの甥っ子である双子の兄弟。それぞれ青（インキー）と赤（ウィンキー）の帽子とパンツを身に着けている。好奇心旺盛でわんぱくなため、イタズラでフィリックスを困らせることもある。
スキドゥー
フィリックスと付かず離れずの関係のねずみ。
アレックス・ザ・キャット
新聞連載漫画に登場したフィリックスの従兄弟。白い体以外はフィリックスにそっくりだが、正反対にずる賢い性格をしている。一話限りの登場だったが、1997年版にカメオ出演したり、ビデオゲームではボスの一人として登場している。

## 日本における歴史
- 1959年（昭和34年） - 日本に上陸する。日本でのライセンスはディターミンド・プロダクションズが所持。
- 1960年（昭和35年） - 丸川製菓が「Felix Bubble Gum」を発売。NHKでアニメの放送が開始される。当初はペギー葉山が主題歌を歌唱していた。
- 1963年（昭和38年） - フジテレビが『とびだせフィリックス』を放送開始。1960年のNHK作品の再放送。
- 1986年（昭和61年） - ソニー「ブラックトリニトロン」のCMキャラクターに起用。
- 1990年（平成2年） - 劇場版のフィリックス・ザ・キャットが公開される。日本でも電通の配給で公開された。その後はVHSが発売。
- 1991年（平成3年） - ダイハツ・ミラのCMキャラクターに起用。
- 1992年（平成4年） - ハドソンからNES用のアクションゲーム『Felix the Cat』が1992年に海外で発売され、日本でもファミコン用に発売される予定であったが発売中止となった。また海外では翌年1993年にゲームボーイに移植版が同社より発売された。
- 1993年（平成5年） - 近畿日本ツーリスト・三菱石油（現・ENEOS）・東日本銀行・北海道銀行のプロモーションキャラクターに起用される。
- 1997年（平成9年） - 衛星アニメ劇場にて放送開始される。
- 2000年（平成12年）- 翌2001年にかけてNHKで、日本オリジナル・アニメーション『ベイビーフィリックス』が放送される。
- 2007年（平成19年） -クリスマスOVA『フィリックス・ザ・キャット フィリックスのクリスマスを救え!』が発売される。
- 2009年（平成21年）- 日本上陸50周年を迎える。東北新社がキャラクター商品権を獲得し、運営する「ファミリー劇場」のマスコットキャラクターとして同年秋より使用。(ただし現在使用されていない。)
- 2011年（平成23年）- THE ALFEEの高見沢俊彦が自らのソロプロジェクトにて、「Felix the Rock」を発表し、フィリックスを形どったギターの制作の許可を得られ、期間限定発売された。同年8月にパシフィコ横浜にて行われたライヴにて、同曲が演奏された際には、フィリックスの着ぐるみが登場した。

また、1970〜80年代においてサンリオがフィリックスのキャラクター版権を所持していた時期も存在しサンリオキャラクター総選挙にもフィリックスの姿が存在していた。

## 主なフィルモグラフィ

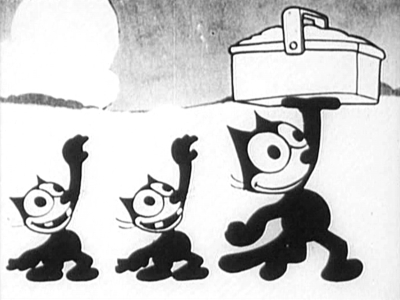
『フェリックスと春の嵐』、フィリックスとウィンキーとインキー（1930年）

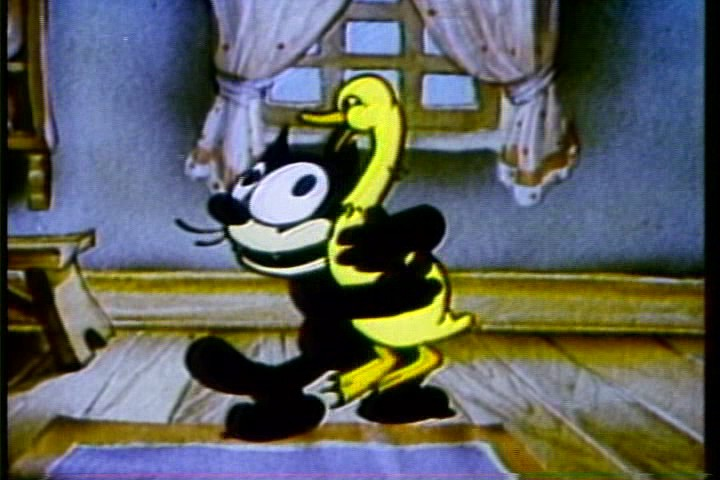
フィリックスと金のガチョウ（1936年）

- 『フェリックスの初恋』 Feline Follies : 1919年 - 製作パラマウント・ピクチャーズ
- 『フェリックス ハリウッドへ行く』Felix in Hollywood : 1923年 - 製作マーガレット・J・ウィンクラー（en:Margaret J. Winkler）
- 『フェリックスとおとぎの国』 Felix in fairy land : 1923年 - 製作マーガレット・J・ウィンクラー
- 『フェリックスのパズル解決』 Felix All Puzzled : 1924年 - 製作マーガレット・J・ウィンクラー
- 『フェリックスの喰いしん坊』 : 1927年 - 製作エデュケーショナル・ピクチャーズ（en:Educational Pictures）
- 『フェリックスのロミオ』 Roameo : 1927年 - 製作エデュケーショナル・ピクチャーズ
- 『フェリックスのシャーロック・ホームズ』 Felix the Cat in Sure-Locked Homes : 1928年 - 製作エデュケーショナル・ピクチャーズ
- 『フェリックスの占い師』 : 1928年 - 製作エデュケーショナル・ピクチャーズ
- 『フェリックスの酔っぱらい』 : 1928年 - 製作エデュケーショナル・ピクチャーズ
- 『フェリックスの石油成金』 The Oily Bird : 1928年 - 製作エデュケーショナル・ピクチャーズ
- 『フェリックスと春の嵐』April Maze : 1930年 - 製作コプリー・ピクチャーズ
- 『フェリックスの五里霧中』 Woos whoopee : 1930年 - 製作コプリー・ピクチャーズ
- 『フェリックスのボートレース』 Oceantics : 1930年 - 製作コプリー・ピクチャーズ
- 『フェリックス・ザ・キャット 魔法の島    』 Felix the Cat: The Movie : 1991年
- 『フィリックス』 The New Adventures of Felix the Cat : 1997年
- 『ベイビーフィリックス』 Baby Felix : 2000年 - 2001年 - 総監督ネギシヒロシ、原案・シリーズ構成須田泰成、製作ラディクスエースエンタテインメント、ウィーヴ、NECインターチャネル
- 『フィリックス・ザ・キャット フィリックスのクリスマスを救え!』 Felix the Cat saves Christmas : 2004年

## 参考資料
- 無効の審決・無効2003-35442 - 商標審決データベース - 日本での訴訟
- ヒストリーチャンネル 『フィリックス・ザ・キャットの真実』 2009年初放送